# Qalyub
Qalyub (arabisch قليوب, DMG Qalyūb) ist eine Stadt im Nildelta von Ägypten innerhalb des Gouvernement al-Qalyubiyya mit ca. 150.000 Einwohnern. Die Stadt befindet sich im nördlichen Teil der Agglomeration von Kairo und verzeichnet deshalb ein überdurchschnittliches Bevölkerungswachstum. Qalyub ist das Handelszentrum für eine bedeutende landwirtschaftliche Region, und einige Aufzeichnungen deuten darauf hin, dass es in Qalyub seit fast tausend Jahren regelmäßig einen Bauernmarkt gibt.
2015 starben bei dem Eisenbahnunfall von Qaliub in der Stadt 58 Menschen.

## Klima
Laut der Klimaklassifikation nach Köppen und Geiger herrscht in Qalyub ein heißes Wüstenklima (Bhw). Die jährliche Durchschnittstemperatur beträgt 21 Grad Celsius. Jährlich fallen etwa 22 mm Niederschlag.

## Bevölkerungsentwicklung
| Zensusjahr | Einwohnerzahl |
| ---------- | ------------- |
| 1996       | 77.081        |
| 2006       | 107.303       |
| 2018       | 149.737       |